# 白根一男
白根 一男（しらね かずお、本名: 小池 正一、1937年〈昭和12年〉10月5日 - ）は、日本の演歌歌手である。

## 経歴
栃木県栃木市皆川町生まれ。高校在学中の1952年（昭和27年）にテイチクレコード第1回新人コンテストに出場し、優勝。
翌1953年（昭和28年）にテイチクから「夜霧の酒場」でデビュー。1955年（昭和30年）には、市川雷蔵主演の大映映画 『次男坊鴉』の主題歌「次男坊鴉」が大ヒットし一躍スターダムに。
1957年（昭和32年）には第8回NHK紅白歌合戦に出場、ヒット曲「面影いずこ」を歌唱。1959年（昭和34年）には創設間も無い東芝レコードへ看板歌手の一人として引き抜かれる形で移籍。
1961年（昭和36年）、楽曲 『はたちの詩集』がヒット曲となった。その後もコンスタントにヒットを出していたが、1965年（昭和40年）にファンへの結婚詐欺の疑いで書類送検され、人気が急落した。同事件はその後、その女性が以前にも美人局事件を起こしていたことが発覚、また証拠不十分として不起訴となった。
白根は、現在も継続的に新曲を発売するなど、意欲的に歌手活動を続けている。

## エピソード
- デビュー当初は高校生であったことからステージには学生服で立っていた。
- 男性アイドル歌手として、10代で橋幸夫の股旅歌謡を歌う、学生服でのステージ（舟木一夫）、作曲もこなすなど、1960年代前半の青春歌謡の歌い手であった。

## 代表曲
- 「次男坊鴉」1955年
- 「東海道は日本晴れ」（作詞：八反ふじを、作曲：内藤貞夫）1956年
- 「花の渡り鳥」
- 「弥太郎笠」
- 「君恋ギター」
- 「母恋椿」
- 「面影いずこ」
- 「ラーメン節」
- 「夕映えの時計台」
- 「青春は雲の彼方に」
- 「はたちの詩集」
- 「夢あわせ」

## NHK紅白歌合戦出場歴
| 年度/放送回              | 曲目       | 対戦相手 |
| ------------------------ | ---------- | -------- |
| 1957年（昭和32年）/第8回 | 面影いずこ | 暁テル子 |

## テレビドラマ出演
- 特別機動捜査隊 （NET）
  - 第137話「ハンドル」（1964年）
  - 第184話「醜聞」（1965年）
  - 第365話「高原に消えた女」（1968年）